# Порекло птица
Порекло птица је рани синопсис еволуције птица који је 1926. написао Герхард Хајлман, дански уметник и зоолог аматер. Књига је настала из низа чланака објављених између 1913. и 1916. на данском језику, и иако је поново објављена као књига, добила је углавном критике од афирмисаних научника и привукла мало пажње у Данској. Међутим, енглеско издање из 1926. године постало је веома утицајно у то време због обима синтетизованих доказа, као и уметничког рада који је поткрепио његове аргументе. Сматрало се последњом речју на тему еволуције птица неколико деценија након објављивања.
Кроз истраживање представљено у књизи, Хајлман разматра и на крају одбацује могућност свих живих и неколико изумрлих група гмизаваца као потенцијалне претке савремених птица, укључујући крокодиле, птеросауре и неколико група диносауруса. Упркос његовом признању да су неки од мањих јурских теропода имали много сличности са археоптериксом и модерним птицама, он је утврдио да је мало вероватно да су они директни преци птица и да су уместо тога били блиско повезани изданци, и закључио да су сличности резултат конвергентне еволуције, а не директног порекла. На основу процесу елиминације, Хајлман стиже до закључка да птице мора да су порекла од Thecodont-а, групе Archosauria која је живела током периода перма и тријаса. Иако се касније показало да је овај закључак нетачан, Порекло птица је у то време сматрано мајсторским делом и поставило је међународну агенду за истраживање еволуције птица скоро пола века, а велики део његових истраживања остаје од интереса.

## Позадина
Када је Хајлман започео своје истраживање почетком 1900-их, рана птица археоптерикс била је позната само из три фосила пронађена у каменоломима кречњака у Золнхофену близу Ајхштета у Немачкој. Три фосила састојала су се од два скоро потпуна скелета пронађена 1861. и 1877. године и једног пера из 1860. године. Они су откривени само неколико деценија након открића диносауруса, и како су неки диносауруси били налик на птицу, археоптерикс је сматран као могућа "недостајућа карика" између гмизаваца и птица, од стране многих палеонтолога у то време.
Испитиване су и наглашене сличности између археоптерикса, познатих диносауруса и постојећих птица, при чему је Томас Хаксли подржао идеју да археоптерикс, као и модерне птице, имају више заједничког са тероподским диносаурусима него било која друга група животиња. То је у то време било у супротности са гледиштем анатома сер Ричарда Овена из Британског музеја, који је сматрао да се археоптерикс не разликује таксономски од модерних птица. Хакслијев рад био је контроверзан, а ова клима неизвесности и препирке о пореклу птица опстала је и до почетка 20. века.
Док се веза између диносауруса и птице (или њен недостатак) истраживала у палеонтологији, проблем еволуције лета је такође био под лупом. Уочено је да велики број животиња са умереним способностима летења или клизања, попут слепих мишева, летећих гуштера и летећих веверица, води арбореални начин живота. То је довело до идеје да су преци птица морали постепено стицати способност летења скачући међу гранама на врховима дрвећа. Мађарски палеонтолог Франц Нопча предложио је алтернативну хипотезу 1907. године, тврдећи да су преци птица биле брзоноге, двоножне животиње сродне тероподским диносаурусима. Када је Хајлман дошао на палеонтолошку сцену, ова два сета сукобљених теорија пружили су оквир за његово истраживање и коначне закључке.

## Публикација
Између 1913. и 1916. Герхард Хајлман објавио је серију чланака у часопису Данског орнитолошког друштва, сви су били у великој мери илустровани и бавили се питањем порекла птица. Идеју о популарној расправи о еволуцији птица први пут је предложио Ото Хелмс, уредник часописа Данског орнитолошког друштва, 1912. године. Хелмс је подржао идеју, али је препоручио Хајлману да прво потражи стручан савет на ту тему. Упркос недостатку формалне обуке из зоологије, Хајлман је успео да сакупи своја истраживања уз помоћ неколико других, укључујући стручњака за праисторијске животиње у Зоолошком музеју у Копенхагену, Адолфа Херлуфа Вингеа и биолога Д'Арси Вентворт Томпсона са Универзитета Данди, Шкотска. Винге, иако је испрва показивао интересовање за Хајлманово дело, касније се показао као извор фрустрације одбијајући да се детаљно бави Хајлманом по разним научним питањима. Хајлман је на крају прекинуо контакт, изражавајући огорченост због очигледне промене мишљења, које је Хајлман касније приписао Вингеовом веровању у ламаркизам.
Хајлманови оригинални чланци били су јавно занемарени од стране данских зоолога, али су иза кулиса изазвали знатне немире. Дански зоолог Р.Х. Стам, на пример, исмевао је Хајлмана у приватним писмима Хелмсу убрзо након објављивања његовог првог чланка. И други дански зоолози отворено су изразили презир према Хајлмановом раду, укључујући професоре зоологије на Универзитету у Копенхагену Ј.Е.В. Боаса и Хектора Јунгерсена. Упркос томе, Хелмс је наставио да упорно подржава Хајлмана и његове идеје, које су на крају почеле да привлаче пажњу из иностранства. У априлу 1913, амерички стручњак за фосилне птице Р.В. Шуфелт случајно је наишао на Хајлманов први чланак. Шуфелт, који је био ожењен Норвежанком, могао је да разуме нешто данског језика и могао је да протумачи Хајлманово дело и убрзо након тога ступио у контакт са њим. Ово је отворило могућност за међународну преписку са истакнутим палеонтолозима за Хајлмана, која је била кључна за препознавање његовог рада изван Данске.
Хајлманови чланци су касније прикупљени и објављени као књига на данском 1916. године са насловом као у његовој серији Vor Nuvaerende Viden om Fuglenes Afstamming („Наше садашње знање о пореклу птица“). Ово је наишло на исти недостатак интереса и сматра се да је то резултат објављивања на данском, јер је то учинило недоступним многим научницима који раде у САД и већем делу Европе. Тадашњим подручјем палеонтологије доминирали су амерички и енглески научници, а дисциплином у континенталној Европи доминирала је Немачка и у мањој мери Француска.
Сходно томе, и на наговор Шуфелта, Хајлман је велики део наредних неколико година посветио покушају да пронађе издавача на енглеском језику који је вољан да изврши превод његовог дела. Ниједан од већих издавача којима је пришао није био вољан то учинити осим ако сам Хајлман није био спреман да то финансира, што он није могао учинити. У међувремену, Хајлман је искористио прилику да ревидира и побољша свој рукопис, који је укључивао информације које је стекао од испитивања берлинског примерка археоптерикса по први пут 1923. године, на позив Јосефа Феликса Помпецког, професора при Природњачком музеј у Берлину. Лично испитивање овог важног примерка омогућило је Хајлману да дода неке додатне детаље и ревизије свом разумевању кука, лобање и летећих пера. Уз помоћ енглеског палеонтолога Артура Смита Вудварда из Британског музеја, коначно је успео у проналажењу малог лондонског издавача који је био вољан да изради енглеску верзију његовог рукописа 1926. 

### Издања
Док је већина оригиналног материјала објављена у часопису Данског орнитолошког друштва између 1913. и 1916. године, прва енглеска верзија књиге објављена је у Лондону 1926. у издању Х.Ф. & Г. Витербија. Следеће године га је у Сједињеним Државама објавио Д. Аплетон & Компани. Књига је 1972. године поново штампана од стране Dover Publications, с тим да је једина промена била репродукција у сивим тоновима неколико илустрација првобитно објављених у боји.
Енглеско и данско издање разликовало се на неколико значајних начина. Енглеско издање било је нешто краће и језгровитије и укључивало је новије податке до којих је Хајлман дошао проучавајући стварне фосиле археоптерикса у Берлину, као и од страних научника који су му слали фотографије и гипсане одливке. Садржао је и знатно мање грубе изразе према Боасу и другима са којима се није слагао. Занимљиво је да енглеско издање није садржало трансформационе секвенце инспирисане Д'Арси Томпсоном, иако је Хајлман још кратко признавао употребу његових метода у реконструкцији свог Проависа.

## Преглед књиге
Хајлманова књига је подељена на четири главна дела. Прва три извлаче доказе о еволуцији птица из фосилних записа, из ембриона птица и других животиња, односно из живих птица. Четврти и најновији одељак испитује неколико група изумрлих животиња како би се утврдио вероватни корен савремених птица. 

## Наслеђе
Томас Хаксли је 1868. године објавио О животињама које су готово интермедијате између птица и гмизаваца, што представља снажан доказ за предачку везу птица-диносаурус. Хакслијев предлог да су птице настале од диносауруса - примарно заснован на његовом посматрању сличности између археоптерикса и Compsognathus-а - остао је угледан и распрострањен у палеонтолошкој заједници до објављивања Порекла птица. Хајлман је више него било ко други одговоран за широко распрострањено одбацивање везе диносаурус-птица. Његови закључци укључивали су више од пуког одбацивања диносаурских предака за птице: на пример, он се залагао за арбореално порекло птичјег лета, чврсто је повезивао птице са гмизавцима уместо сисара, и био је одговоран за коначно заустављање идеја да су птице потицале од птеросаура. Неколико аспеката његовог истраживања и даље су утицајни дуго након објављивања.

### Кост "јадац" и веза диносауруса и птице
Предложено текодонтско порекло на крају је пало у немилост, делом и зато што клада „thecodontia“ није монофилијска, што значи да нема јединствене дијагностичке карактеристике (и данас се у великој мери сматра застарелом групом). Али главни разлог зашто је Хајлманова хипотеза доказана као нетачна лежи у питању кључне кости. Хајлман је био крајње близу повезивању теропода и птица, чак је отишао чак толико далеко да је написао да би се "чинило прилично очигледним закључком да је претка птица потребно тражити међу Coelurosaurs-има". Међутим, у томе га је спречио очигледан недостатак кључне кости у грабежљивим диносаурусима, што је одражавало његово строго придржавање Доловог закона: преци рептила поседовали су кључну кост, али су је у једном тренутку током еволуције до диносауруса изгубили. Стога, да би Хајлман могао веровати да птичје порекло лежи у диносаурусима, требао би постојати доказ клавикула у кладама диносауруса.
Сасвим случајно, мали диносаурус теропод по имену Oviraptor philoceratop откривен је док је Хајлман радио на својој књизи, а описао га је Хенри Феарфилд Озборн 1924. Слика 8 Осборновог документа, извучена из фосила, приказује оно за шта је касније доказано да је овирапторидна кост јадац између удова животиња, коју је Озборн протумачио као међуклавикулу ("Ic." На слици 8). Нажалост, ова важна структура је погрешно идентификована. Да је Хајлман помно проучио овај рад као што је већи део свог изворног материјала - или да је отпутовао у Њујорк да лично види узорке - можда би потпуно преокренуо своје закључке.
Хајлманов закључак је био толико убедљив да је спречио даљу расправу о овој теми чак и пред додатним опречним доказима. Године 1936. палеонтолог Чарлс Луис Камп описао је новог теропода из јуре Северне Америке, Segisaurus-а. Попут овираптора, сегисаурус је имао клавикулу,, али за разлику од овираптора, такође је јасно идентификована као таква у чланцима који су је описали. Упркос томе, импликација диносауруса који носи јадац је очигледно занемарена све до много касније, а за дуги низ година стање истраживања диносауруса стагнирало је вероватно услед ефеката депресије и Другог светског рата.
Поновно јачање интереса за везу диносаурус - птица у великој мери је резултат открића и истраживања палеонтолога Џона Острома 1960-их. Посебно је његово откриће и опис добро очуваног дромаеосаур диносауруса Deinonychus. Остром је описао Deinonychus као изузетно птичјег, са птичјим особинама као што су фуркула, велике грудне плоче, хоризонтално држање, кичма попут кичме птица и окоштала грудна ребра и коштани изданци ребара. Остромово проучавање ове животиње довело је до револуције у начину на који су људи размишљали о диносаурусима: као метаболички енергичним, активним предаторима. Неколико година касније, Остром је такође поново анализирао фосиле археоптерикса, закључивши да је животиња била више рептилска него што ју је Хајлман описао, посебно истичући сличност њених стопала са стопалима Deinonychus-а, као и низ других карактеристика. У ствари, сличности су биле толико јаке да је рука археоптерикса касније описана као "минијатурна верзија деинонихове". Ова открића пружила су основу за оживљавање хипотезе о пореклу птица од диносауруса.

### Модели еволуције лета
Хајлман је замислио да су птице еволуирале од животиња настањених на земљи које су постале арбореалне и способне да скачу између грана током времена. Њихови потомци су на крају могли да клизе са повећањем дужине скокова, што је довело до веће специјализације и евентуалних могућности летења. Ову хипотезу "од дрвећа доле" првобитно је предложио Отниел Ч. Марш 1880. Ова општа теорија о начину еволуције лета код птица опстала је до данашњих дана, посебно (али не искључиво) међу противницима тероподног порекла птица. Ово укључује палеонтологе као што је Алан Федућиа, који се у суштини слажу са Хајлмановом тврдњом да су преци птица морали бити арбореални.
О пореклу лета птица и даље се жестоко расправља. Јасно је да је перје морало бити предуслов за лет код птица (мада лет можда није био предуслов за перје). Још није постигнут консензус о томе да ли се ради о лету са земље горе или са дрвећа доле, а Хајлман је у великој мери био одговоран за популаризацију идеје "са дрвећа доле". Савремена идеја арбореалне хипотезе (или са дрвећа доле) мало се променила од Хајлмановог времена, а она каже да је лет птица настао тако што су птице клизиле са врхова дрвећа, чинећи клизање претечом активног лета. Како су ове ране птице постајале ефикасније клизачице, почеле су да проширују свој домет и способности развијањем снажнијег лета. У овом предложеном начину еволуције птица, Хајлманов "Проавис" је снажно обухваћен, што је вероватно било четвороножно клизање у раној фази. Ова хипотеза о пореклу лета птица имала је много присталица, укључујући Валтера Ј. Бока и Алана Федућиа.
Насупрот арбореалној хипотези је идеја да су птице еволуирале од предака птица тркача, позната као површинска (или са земље горе) хипотеза. Овај сценарио је можда укључивао древне птице које су скакале или трчале по земљи и накратко остајале у ваздуху, можда да би избегле препреке или ухватиле инсекте. Те животиње су се трудиле да савладају силу гравитације и можда се тако рано појавио активни лет. Можда су такође користили своју брзину на тлу да би се попеле на дрвеће или друге стрме падине, развијајући све софистициранији механизам лупања (удовима) како би им у томе помогли. Овај модел захтева претка веома погодног за трчање и пернатог претка. Заговорници површинске хипотезе наводе ноге, стопала и шаке археоптерикса као наследство од манирапторанског претка тркача. Овај модел је такође имао много присталица током година, укључујући Џона Острома и Жака Готијеа.

### Бибијева ножна крила
У четвртом одељку Порекла птица, Хајлман испитује хипотезу о тетраптериксу коју је предложио Вилијам Биби 1915. Ова хипотеза заснована је на запажањима птичјих ембриона и младунаца за које је Биби утврдио да на задњим удовима имају вероватно атавистички руб перја. Теоретизирао је на основу овог ембриолошког руба и рекапитулацијске теорије да су птице некад у својој далекој еволуцији прошле кроз фазу "тетраптерикса", коју је представљао као хипотетичку четворокрилну клизећу животињу.
Хајлман, иако узбуђен због Бибијеве идеје, пронашао је мало доказа за ова крила-ноге проучавајући младунце у збирци Зоолошког музеја у Копенхагену. Такође је прегледао младунце базалнијих врста птица, попут ноја и емуа, тражећи траг крила ногу, опет без успеха. Чак и након проучавања младунаца птица блиско повезаних са Бибиним голубовима, укључујући голубове, још увек није пронашао траг крила ногу. Уместо тога, пронашао је на бутинама младунаца "низ постојаних пера, и без атавизма. Да је то прави остатак из тако далеке прошлости, појавио би се, попут трачка, у ембриону или код голуждраваца, и поново нестао." У ствари, Хајлман је потпуно занемарио Бибијеву теорију тетраптерикса, и то је остало консензус у орнитолошкој литератури и много касније. Упркос томе, Хајлманове илустрације Проависа носе кратку ивицу перја иза бутине, за коју су неки аутори сугерисали да је инспирисана Бибијевом идејом тетраптерикса.
Бибија је релативно обесхрабрило то што је научна заједница прихватила Хајлманово одбацивање његове теорије, о чему сведочи и чињеница да је још током 1940-их писао о својој хипотези о тетраптериксу. Његово придржавање ове теорије било је добро постављено, јер је 2003. године направљено револуционарно откриће у раној кредној формацији Јиуфотанг у Љаонингу, Кина: Microraptor gui, мали, четворокрилни дромеосаурус који је довео до поновног веровања у арбореални модел за порекло лета птица. Најважнија карактеристика ове животиње било је постојање дугачког перастог перја на рукама и ногама, чинећи скуп од четири аеродинамичка крила за која су теоретичари открили да су коришћени за клизање. Ово откриће имало је тренутни ефекат оживљавања идеје да је перје ногу могло имати утицаја на порекло лета код птица, надовезујући се на идеју коју је првобитно предложио Биби, а одбацио Хајлман.
Данас се Бибијев опис његовог хипотетичког претка четворокрилних птица из 1915. сматра да је предвиђајући и нема сумње да Microraptor изгледа запањујуће слично готово вековним илустрацијама тетраптерикса. Након свог открића, Microraptor је имао ефекат како оживљавања арбореалне хипотезе, тако и коначног окончања широко прихваћеног Хајлмановог занемаривања теорије тетраптерикса.